# Папян, Лерник Левонович
Ле́рник Лево́нович Папя́н (арм. Լեռնիկ Պապյան; род. 26 октября 1966, Ванадзор) — советский и армянский боксёр, представитель наилегчайших весовых категорий. Выступал за сборные СССР и Армении по боксу в середине 1980-х — конце 1990-х годов, победитель и призёр первенств национального значения, обладатель Кубка СССР, участник летних Олимпийских игр в Атланте. Мастер спорта СССР международного класса. Также известен как тренер по боксу.

## Биография
Лерник Папян родился 26 октября 1966 года в городе Ванадзор Лорийской области Армянской ССР.
Впервые заявил о себе в 1984 году, выиграв серебряную медаль на чемпионате Европы среди юниоров в Тампере. Выступил на взрослом чемпионате СССР в Ташкенте, где в зачёте первой наилегчайшей весовой категории сумел дойти до стадии полуфиналов и проиграл только своему титулованному соотечественнику Ншану Мунчяну.
Год спустя поднялся в наилегчайший вес и на домашнем национальном первенстве в Ереване вновь стал третьим. Вошёл в основной состав советской национальной сборной и побывал на чемпионате Европы в Будапеште, где, тем не менее, большого успеха не добился — в 1/8 финала потерпел поражение от венгра Яноша Варади. Принял участие в двух матчевых встречах со сборной США.
Представлял Советский Союз на Играх доброй воли 1986 года в Москве, но попасть здесь в число призёров не смог, в четвертьфинале был остановлен венесуэльцем Давидом Гриманом.
В 1991 году выиграл бронзовую медаль на Х летней Спартакиаде народов СССР в Минске. За выдающиеся спортивные достижения удостоен почётного звания «Мастер спорта СССР международного класса».
После распада Советского Союза на международных соревнованиях представлял сборную Армении. Так, в 1993 году выступил на чемпионате Европы в Бурсе и чемпионате мира в Тампере. В 1995 году выиграл международный турнир в Москве, боксировал на мировом первенстве в Берлине. Благодаря череде удачных выступлений удостоился права защищать честь страны на летних Олимпийских играх 1996 года в Атланте — в первом поединке наилегчайшего веса прошёл японца Кадзумасу Цудзимото, но в 1/16 финала уступил кубинцу Маикро Ромеро, который в итоге и стал победителем этих Игр.
После атлантской Олимпиады Папян ещё в течение некоторого времени оставался в основном составе армянской национальной сборной и продолжал принимать участие в крупнейших международных турнирах. В частности, в 1998 году он выиграл серебряную медаль на международном турнире «Странджа» в Болгарии.
После завершения спортивной карьеры работал тренером по боксу в Центре физической культуры и спорта «Здоровье» в Санкт-Петербурге.